# Guam
Guam, ou, nas suas formas portuguesas, Guão ou Guame (em inglês:  Guam, pronunciado em inglês: [ˈɡwɑːm, ˈɡwɒm] (escutarⓘ); em chamorro: Guåhån; Guaján durante a época espanhola), é um dos catorze territórios não incorporados dos Estados Unidos. Está localizado na Micronésia, na extremidade sul das Ilhas Marianas, no oeste do oceano Pacífico. Faz divisa, ao norte com as Marianas Setentrionais, também sob administração americana, e ao sul com os Estados Federados da Micronésia.
Guam era território espanhol, governado como parte da Capitania Geral das Filipinas do século XVI até 1898, quando após a Guerra Hispano-Americana, foi cedida pela Espanha aos Estados Unidos segundo os termos do Tratado de Paris. Guam é a maior ilha do sul das Ilhas Marianas. A sua capital é a cidade de Aganha.

## História
Em 6 de março de 1521, Fernão de Magalhães descobriu a ilha durante a expedição espanhola de circunavegação do mundo, na qual ele ancorou para estocar provisões e beber água. Miguel López de Legazpi, em nome do rei da Espanha, toma posse efetiva do mesmo e das ilhas vizinhas (Ilhas Marianas), fazendo a incorporação da ilha à Espanha em 22 de janeiro de 1565. Assim, a colonização efetiva de Guam começou no século XVII com a chegada de colonos da Nova Espanha, e ainda mais desde a chegada do missionário espanhol Diego Luis de San Vitores em 1668.
Em 1663, a rainha Mariana da Áustria, esposa de Filipe IV de Espanha, confiou a evangelização em todas as novas posses espanholas. Para esta missão, o jesuíta San Vitores foi nomeado, que deixou Acapulco (no atual México), juntamente com outros quatro religiosos. Os jesuítas chegaram à ilha em 15 de junho de 1668, instalando-se em Aganha. No começo, eles foram bem recebidos pelo cacique Quipuha, que se converteu ao catolicismo, mas revoltas sérias logo começaram. Essas revoltas não impediram que a igreja paroquial de Guam fosse erguida em 2 de fevereiro de 1669. Os habitantes da ilha confrontaram os missionários espanhóis várias vezes até que o capitão Damián de Explana os reduziu. Durante estas revoltas muitos foram os jesuítas que morreram violentamente a mãos dos indígenas da ilha, entre eles os padres San Vitores e Medina. Em 1678, o governador das Filipinas deixou em Guam uma guarnição de 30 homens sob o comando de Juan Salas. Uma vez que os índios foram reprimidos, os missionários retornaram, que se estabeleceram nesse território até 1899.
Guam era de importância estratégica para a Espanha no Pacífico, sendo o principal porto de escala para o Galeão de Manila, que cobria anualmente a rota transpacífica de Acapulco-Manila. Essa rota durou de aproximadamente 1565 a 1820, quando as principais províncias americanas se tornaram independentes. Cinco fortalezas espanholas são preservadas do período do vice-reinado: "Nuestra Señora de la Soledad", "Santa Águeda", "Santo Ángel", "San José" e "Santiago", as pontes de San Antonio e Tailafak na "Estrada Real", que é a antiga estrada costeira que ligava San Ignacio de Agaña ao porto sul de Umatac e à Plaza de España, onde se encontra o Portal de Três Arcos e a Casa del Chocolate.
Até 1898 o nome oficial da ilha era Guaján (de acordo com a pronúncia que representa a atual grafia em Chamorro). Como resultado da derrota da Espanha na Guerra Hispano-Americana, a ilha foi cedida aos Estados Unidos em 1898, através do Tratado de Paris, ao mesmo tempo em que a Espanha perdeu as Filipinas, Cuba e Porto Rico. A partir desse momento, o nome abreviado "Guam" começou a ser usado. O almirante americano F. V. Green tomou posse da ilha e, desta forma, Guam tornou-se uma base naval da marinha americana. O restante das Ilhas Marianas foram mantidas pela Espanha (e vendidas no ano seguinte para a Alemanha por 25 milhões de pesetas, juntamente com as Ilhas Carolinas e Palau). Guam foi capturada pelo Império do Japão durante a Segunda Guerra Mundial através de uma invasão em 13 de dezembro de 1941, mas foi recuperada pelos americanos após a Batalha de Guam, que durou de 21 de julho a 10 de agosto de 1944.
Em 1950, a ilha recebeu autonomia interna, ao mesmo tempo em que os habitantes de Guam se tornaram cidadãos americanos, em uma situação semelhante, mas não exata, à de Porto Rico e de outros territórios não incorporados dos Estados Unidos. Com uma localização estratégica no Pacífico, as instalações do exército americano localizadas lá são algumas das mais importantes em todo o oceano. Após o fechamento das bases norte-americanas nas Filipinas, tanto a Marinha quanto a Força Aérea foram transferidas para esta ilha.

## Geografia
Guam está localizada nas seguintes coordenadas: 13,5° N 144,5° E e tem uma área total de 544 km². É a maior ilha ao sul da cadeia das Ilhas Marianas e é a maior ilha da Micronésia. Esta cadeia de ilhas foi criada pela colisão das placas tectônicas do Pacífico e das Filipinas. A Fossa das Marianas, uma zona de subducção profunda, passa a leste da cadeia de ilhas. O Challenger Deep, o ponto mais profundo da Terra, fica a sudoeste de Guam, a 10 911 m de profundidade. O ponto mais alto de Guam é o Monte Lamlam, que fica a 406 metros acima do nível do mar. A ilha de Guam tem 48 quilômetros de comprimento e 6 a 12 quilômetros de largura. A ilha ocasionalmente é suscetível terremotos causados pela zona de choque a oeste entre a placa do Pacífico e a placa filipina. Atualmente, houve terremotos com um epicentro próximo a Guam, com magnitudes de 5,0 a 8,7. Ao contrário do vulcão Anatåhan, nas Marianas do Norte, Guam não tem atividade vulcânica. Em qualquer caso, devido à proximidade, a poeira vulcânica, por vezes, afeta Guam.
A parte norte da ilha é um planalto de calcário de coral arborizado, enquanto o sul contém picos vulcânicos cobertos de florestas e prados. Um recife de coral faz fronteira com a maior parte da ilha, exceto em áreas onde existem baías que fornecem acesso a pequenos rios e riachos que correm das colinas até o Oceano Pacífico e o Mar das Filipinas. A população da ilha é mais densa nas regiões norte e central.

### Clima
O clima de Guam é tropical. Geralmente é quente e muito úmido, com pequenas variações entre as estações. A temperatura geralmente varia entre 30° C e 24° C com uma precipitação média anual de 2 180 milímetros. A estação seca cobre de dezembro a junho. Os outros meses constituem a estação chuvosa. Os meses de janeiro e fevereiro são considerados os meses mais frios do ano, com temperaturas noturnas em torno de 20 ° C e geralmente com baixos níveis de umidade. O maior risco de tufões é entre outubro e novembro, embora eles possam acontecer ao longo do ano.
Uma média de três tempestades tropicais e um tufão passam a menos de 330 quilômetros de Guam a cada ano. O tufão mais forte que passou recentemente por Guam foi o Super-tufão Pongsona, com ventos sustentados de 200 km por hora. Atingiu Guam em 8 de dezembro de 2002, deixando uma destruição maciça. Desde o Super-tufão Pamela em 1976, as estruturas de madeira foram substituídas por estruturas de concreto. Durante os anos 1980, os postes de madeira começaram a ser substituídos por postes de aço e concreto resistentes a tufões. Nos anos 1990, muitas casas e proprietários de empresas instalaram persianas anti-tufão.

## Demografia
De acordo com o censo dos Estados Unidos de 2000, a população de Guam era 154 805 habitantes. A população estimada de Guam em 2007 era de 173 456. Em 2005, o crescimento anual da população é de 1,76%. A maioria étnica da ilha são os chamorros, mestiço de espanhóis e aborígenes, sendo estes 37% da população total. Outros grupos étnicos são 25,5% filipinos, 10% caucasianos, chineses, japoneses, coreanos e outros. Hoje, a religião mais difundida na ilha é católica, com 85% da população professando esta religião. Muitas paróquias católicas da ilha mantêm o seu nome espanhol: Santa Teresita, Nossa Senhora da Paz e Boa Viagem, San Isidro, San Dimas, San Vicente e San Roque, San Miguel, Nossa Senhora das Águas, San Juan Bautista, São Dionísio, Doce Nome de María, Santa Bárbara, Santa Bernadete, etc. De acordo com as estimativas de 2012, as três cidades mais populosas de Guam ultrapassaram 10 mil habitantes; São eles: Yigo (12 190 habitantes), Tamuning (11 990) e Mangilao (10 819). Aganha, a capital, tem uma população de apenas 1 001 habitantes.

### Línguas
As línguas oficiais da ilha são o inglês, considerada a língua franca da ilha, e o chamorro, a língua austronésia da ilha que contém muito do léxico espanhol. Devido às origens étnicas, as línguas filipinas, chineses, japoneses e micronésios também estão presentes na ilha. Em 1985, havia algumas dezenas de pessoas em Guam, todas elas idosas, que sabiam falar espanhol, embora não fluentemente, de maneira semelhante ao que acontecia nas Filipinas.

## Política
Guam é governada por um governador eleito pelo voto popular e uma câmara legislativa, que possui 15 membros. Guam escolhe um delegado na Câmara dos Deputados que não tem direito de voto, que é atualmente Madeleine Bordallo. Durante as eleições presidenciais, os cidadãos de Guam votam em uma votação paralela, que não conta com respeito às eleições gerais.
Nos anos 1980 e no início dos anos 1990, houve um grande movimento em favor de transformar Guam em uma Commonwealth, o que lhe daria um status político semelhante ao de Porto Rico e das Marianas Setentrionais. Em qualquer caso, Washington não respondeu ao pedido de Guam para se tornar uma Commonwealth, até que os líderes guameses retiraram a proposta, já na década de 1990. Há outros movimentos, menos significativos e com menos influência, como formar junto com as Marianas Setentrionais uma "comunidade independente". Esta proposta não tem muito futuro, já que os Estados Unidos argumentam que Guam não possui estabilidade financeira para atingir esse status. As mesmas fontes fornecem rapidamente evidências da crescente confiança de Guam nas contribuições federais e demonstram como o status de "commonwealth independente" beneficiaria os Estados Unidos em geral.

## Economia
A economia de Guam depende basicamente do turismo, bases americanas e outras contribuições do governo federal dos Estados Unidos. Embora Guam não receba ajuda estrangeira, recebe grandes transferências de dinheiro do Departamento do Tesouro dos Estados Unidos. Guam não paga nenhum tipo de imposto a esse respeito porque está sob a proteção de uma lei especial do Congresso dos Estados Unidos. O Tesouro de Guam recebe imposto de renda federal pago por funcionários militares e federais que vivem em Guam.
Chamado de "América na Ásia", Guam é um destino popular para turistas japoneses, coreanos e chineses, e com 20 grandes hotéis, uma galeria, o aquário Pleasure Island e outros destinos de compras e entretenimento fazem de Guam um dos maiores destinos turísticos. Da Ásia, é relativamente um vôo curto se comparado ao Havaí. 90% dos turistas que visitam Guam vêm do Japão. Lojas e centros comerciais de estilo americano, como o Micronesia Mall, o Guam Premium Outlets e o Agaña Shopping Center, também são uma fonte significativa de receita. A economia está estável desde 2000, em grande parte graças ao turismo japonês, mas sofreu recentemente um declínio.[carece de fontes?]
O Acordo de Livre Associação entre os Estados Unidos, os Estados Federados da Micronésia e as Ilhas Marshall foi assinado em 1982 e ratificado em 1986. Ele concede a todo o território dessas ilhas do Pacífico um status político de livre associação com os Estados Unidos. O Compacto era um acordo do qual Guam não era um partido. Depois de vários anos, alguns afirmaram em Guam que o território sofreu o impacto deste acordo, e que o governo federal teve que compensá-los através de ajuda social e educação pública nas áreas afetadas, mas nunca foi aceito.